# Джербахуд
Джербахуд (араб. جربة هود‎) — событие в мире стрит-арт, в ходе которого уличные художники со всего мира собрались в деревне Эрриаз на тунисском острове Джерба, чтобы создать 250 настенных росписей. Проект был организован галереей Itinerrance de Paris в июне 2014 года.

## Проект
Название проекта Джербахуд было взято организаторами от гигантских букв «THE HOOD», установленных Родольфом Чинторино на входе в деревню, также известную как Эль-Хара-Сгира или «маленький район» на арабском языке. Для создания 250 индивидуальных и коллективных художественных работ было использовано более 4500 баллонов аэрозольных красок.

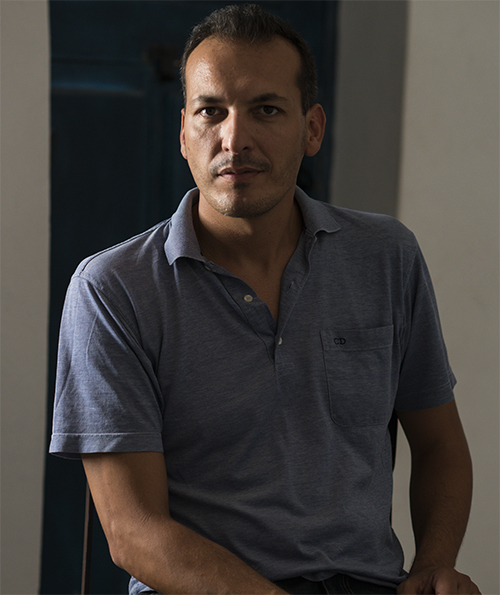
Мехди Бен Шейх

По утверждению Мехди Бен Шейха, основателя проекта и директора галереи Itinerrance de Paris, Джербахуд представлял собой «уникальное художественное приключение в мире городских искусств и движение подъёма в развивающейся стране». Частная телекоммуникационная компания Ooredoo Tunisia создала возможность виртуального тура по улицам деревни, доступного на официальном сайт проекта.

## Деревня

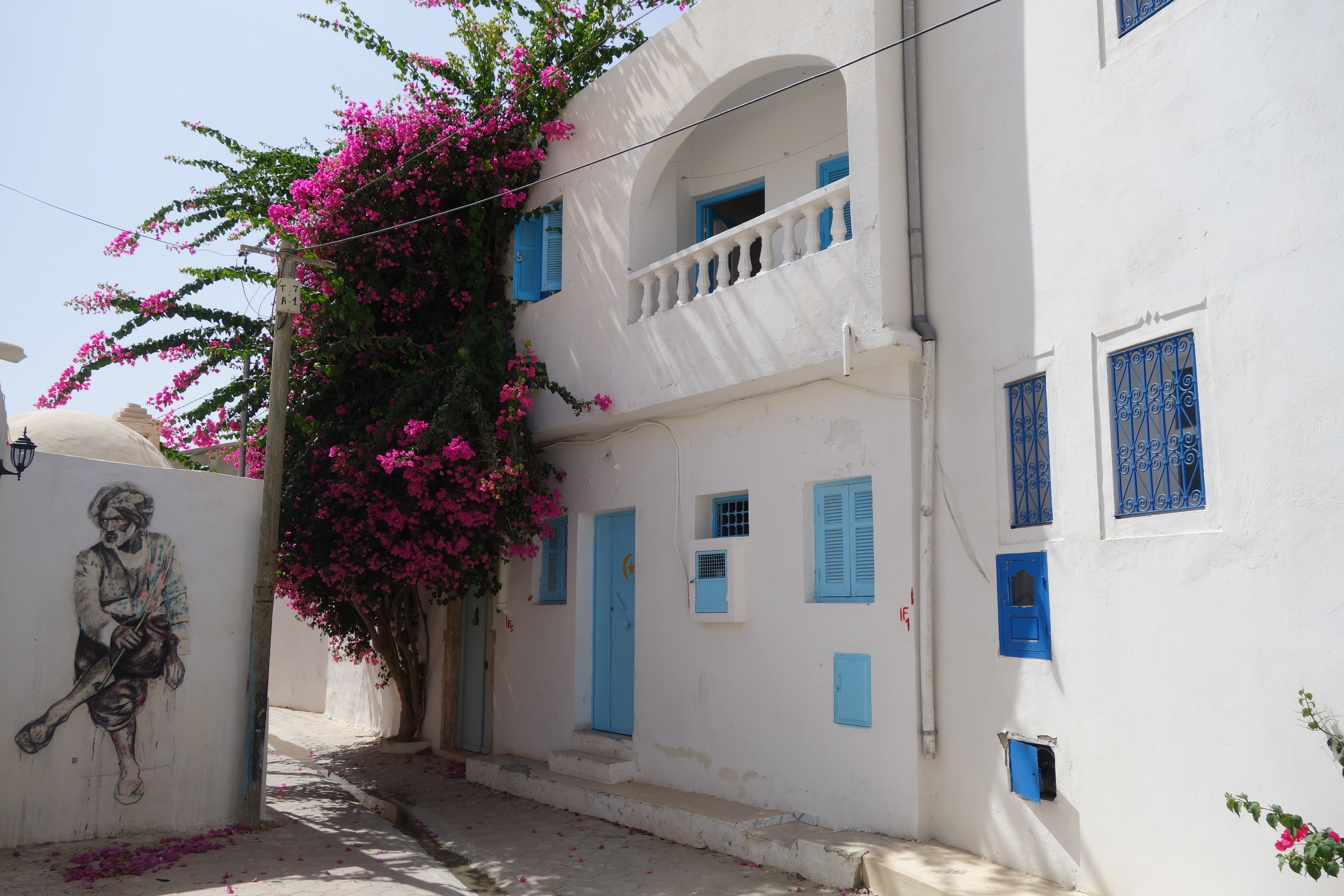
Деревня Эрриаз

Организаторы проекта выбрали деревню Эрриаз из-за её традиционной архитектуры, и благодаря Джербахуду она стала привлекательным местом для туристов. Фактически, весь остров, который пострадал от неумелого сбора мусора после революции 2011 года, получил новое развитие благодаря этому проекту. Джербахуд также был отмечен интересным опытом взаимоотношений между художниками и местными жителями. Все сельчане и торговцы Эрриаза поддерживали команду граффитистов и материально-техническое обеспечение их деятельности. В задачу Мехди Бен Шейха входило убеждение местных жителей «предлагать» свои стены художникам. И по его словам, некоторые из них, которые вначале не хотели это делать, позднее просили оргкомитет и художников рисовать на их стенах.

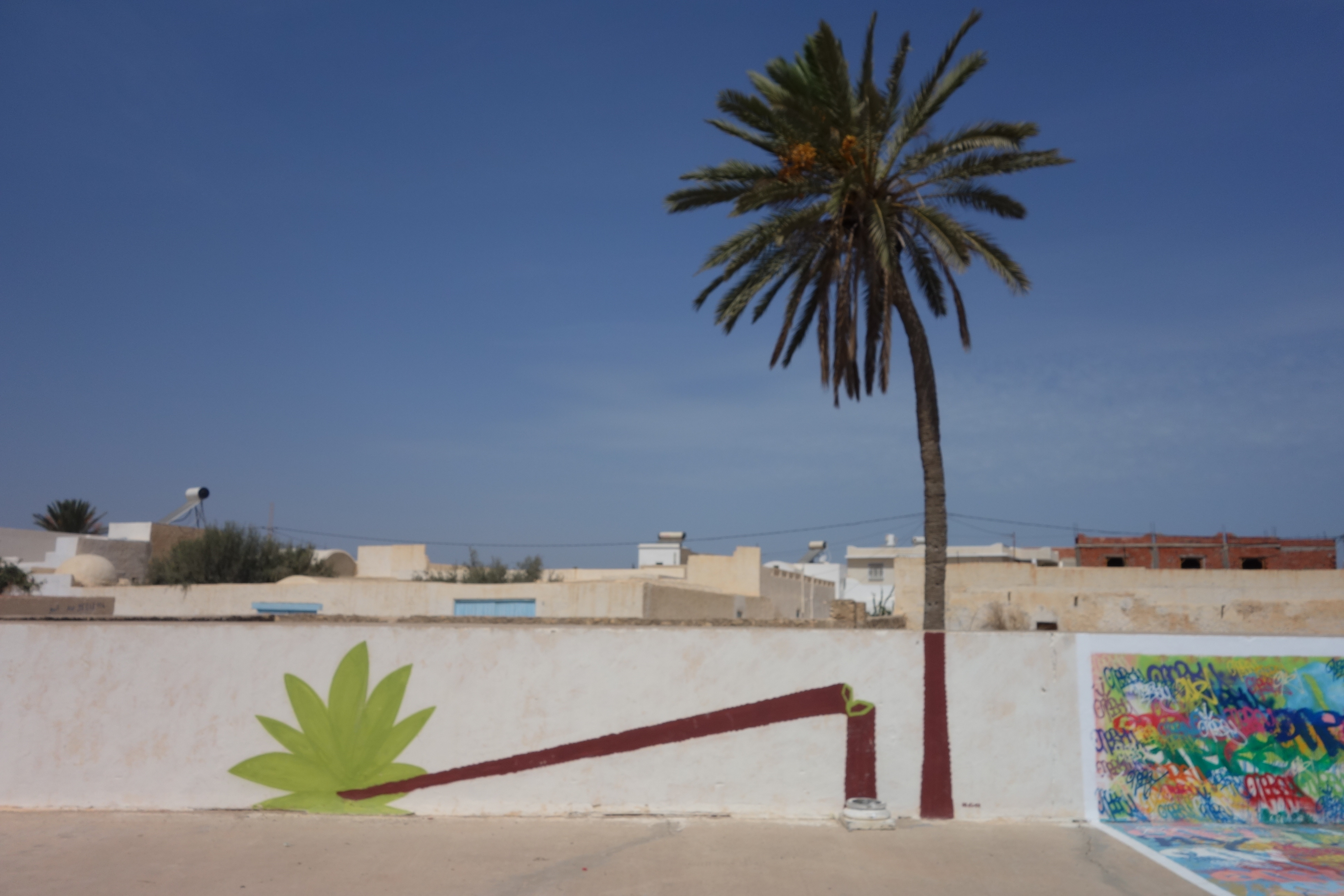
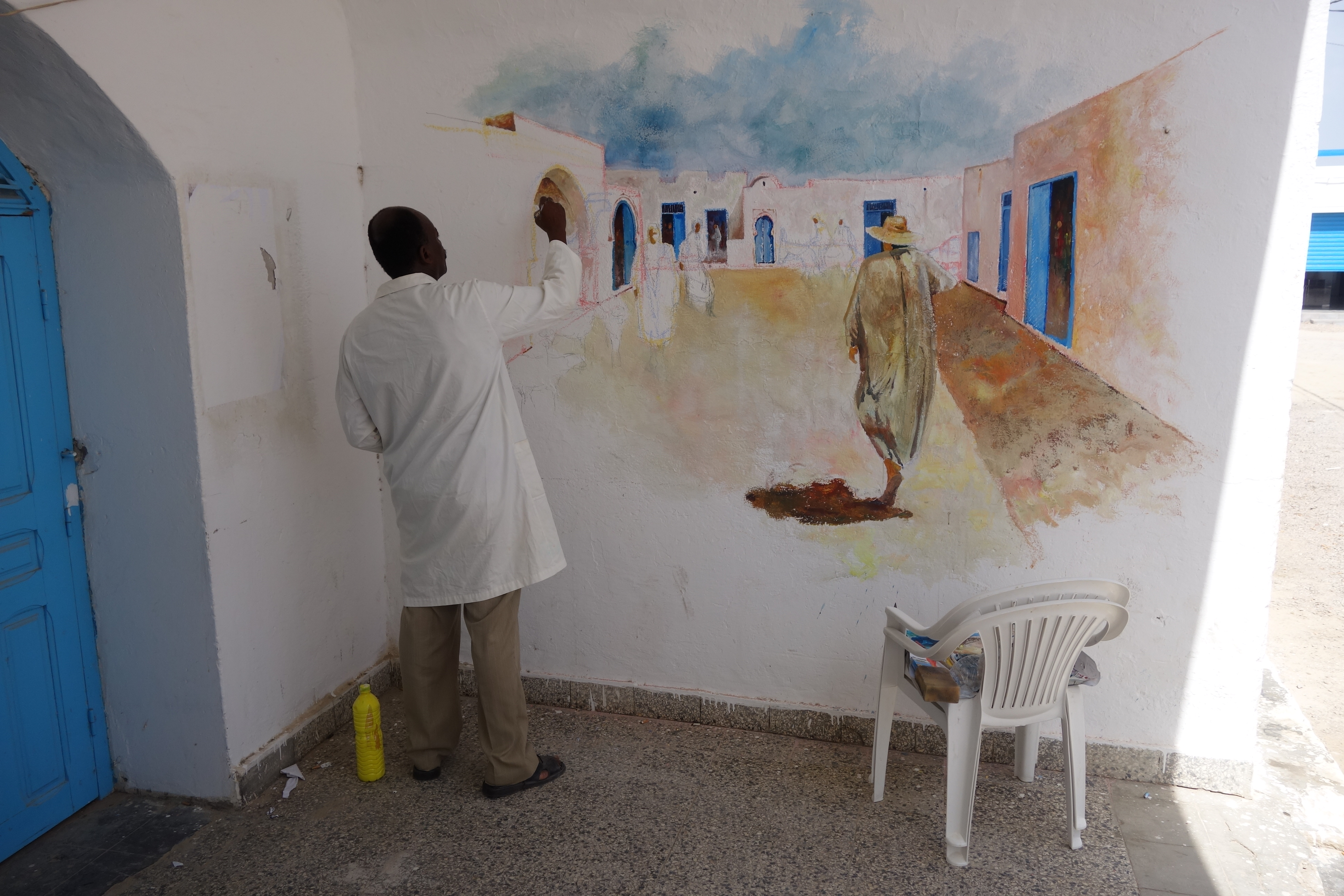
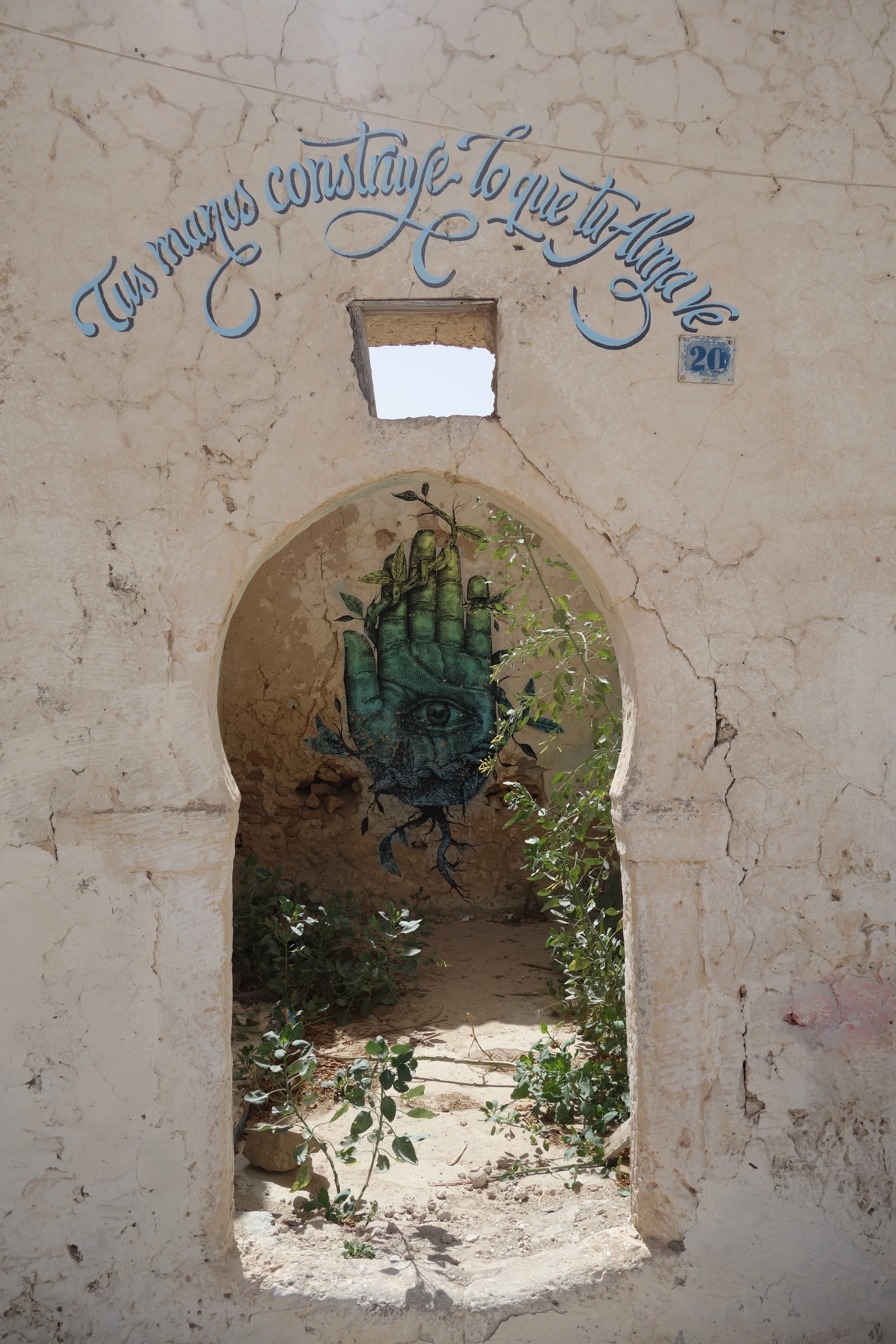
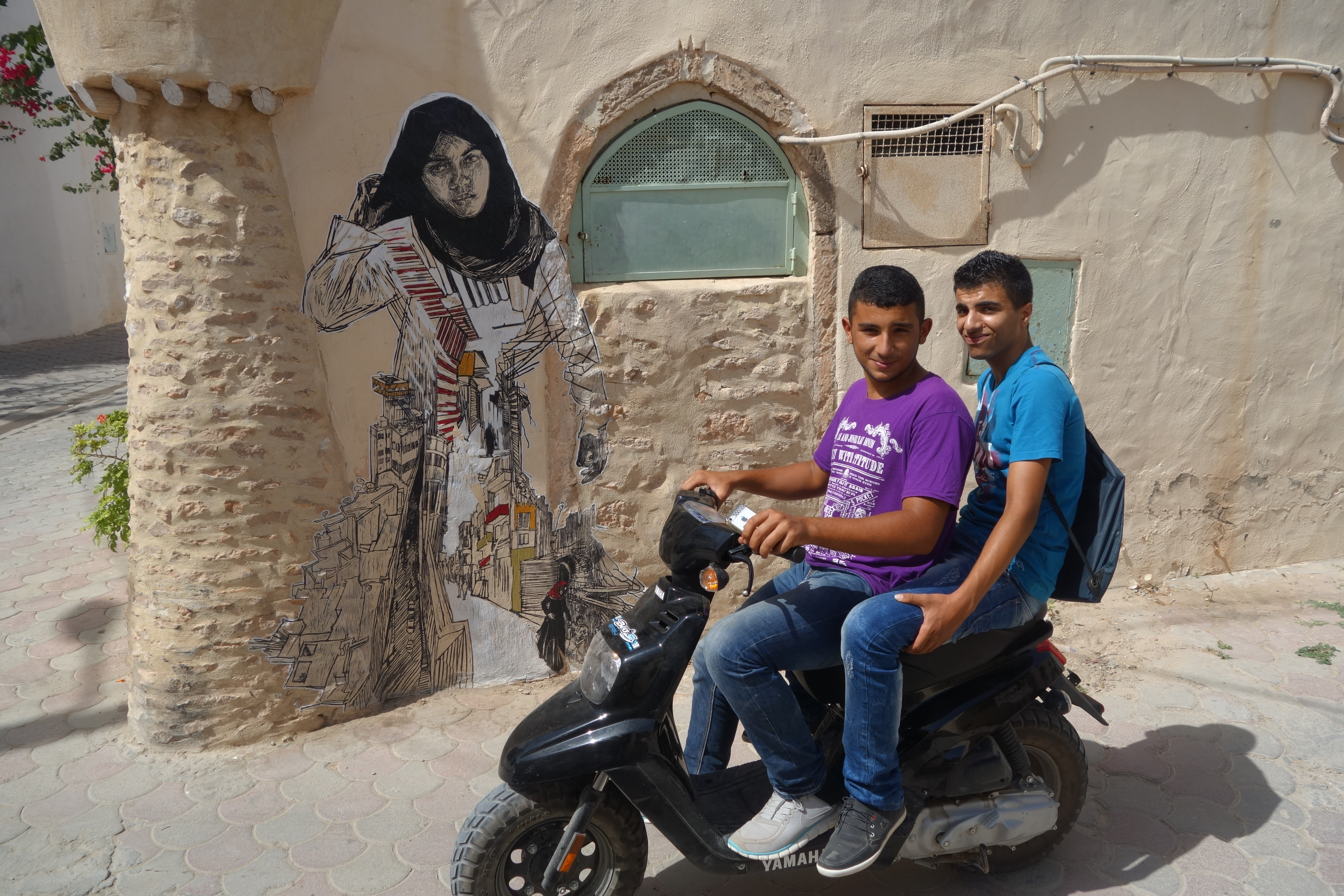

## Художники
В Джербахуде приняли участие 150 уличных художников из 30 различных стран, в том числе Аббес Бухобза, Аделлатиф Мустад, Add Fuel, Alexis Diaz, Amose, Arraiano, Axel Void, Ая Тарик, AZ, Bomk, Brusk, B-Toy, C215, Cekis, Curiot, Dabro, Dan23, David de la Mano, Deyaa, Dome, Elliot Tupac, eL Seed, Elphege, Claudio Ethos, EVOCA1, Faith47, Fintan Magee, Hendrik Beikirch (ecb), Herbert Baglione, Hyuro, Inkman, INTI, Jace, Jasm1, Jaz, Kan, Katre, Know Hope, Kool Koor, Laguna, Liliwenn, Logan Hicks, M-City, Maatoug, Malakkai, Mário Belém, Mazen, Mohamed V, Monica Candilao, Mosko, Myneandyours, Nadhem & Rim, Najah Zarbout, Nebay, Nespoon, Nilko White, Nina, Orticanoodles, Pantónio, Phlegm, Pum Pum, REA, ROA, Rodolphe Cintorino, Salma, Saner, Sean Hart, Sebastián Velasco, Seth (Жюльен Маллан), Shoof, ST4CREW, Stephan Doitschinoff, Stew, Stinkfish, Sunra, Swoon, Tahar Mgadmini, Tinho, Twoone, UNO370, Vajo, WAIS1, Wisetwo, Wisign, Wissem, Язан Халвани, Sepha, Sied Lasram, 3ZS.

## Освещение в СМИ
Джербахуд широко освещался во множестве средств массовой информации, с сотнями статей в изданиях из 70 различных стран в течение несколько месяцев. Среди них можно выделить The New York Times, The Guardian, Le Monde, Libération, HuffPost, La Repubblica, Vogue Italia, Аль-Джазира, BBC News, Le Mouv' и France Inter..
Документальный веб-сериал о Джербахуде из десяти эпизодов демонстрировался на творческой платформе Arte, показывающий закулисные сцены с художниками.

## Галерея

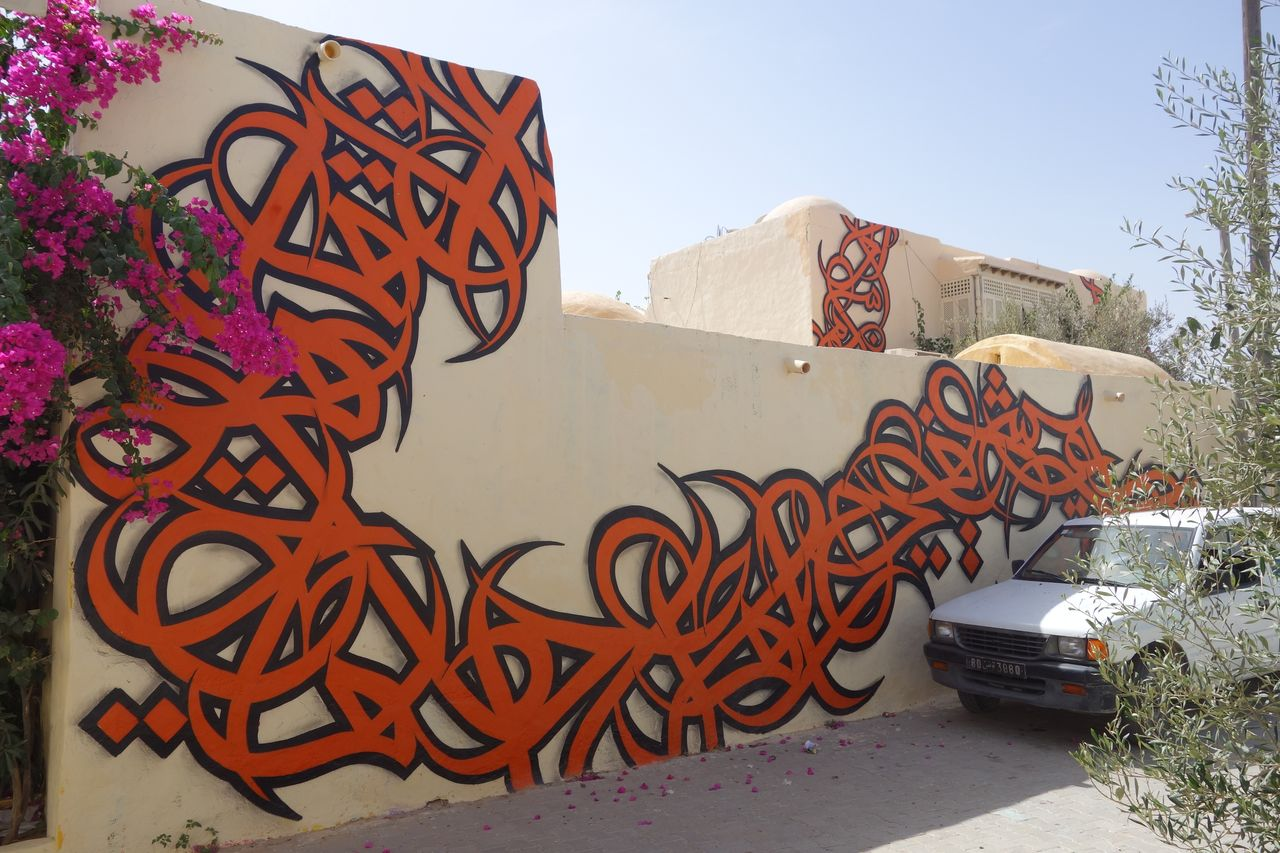
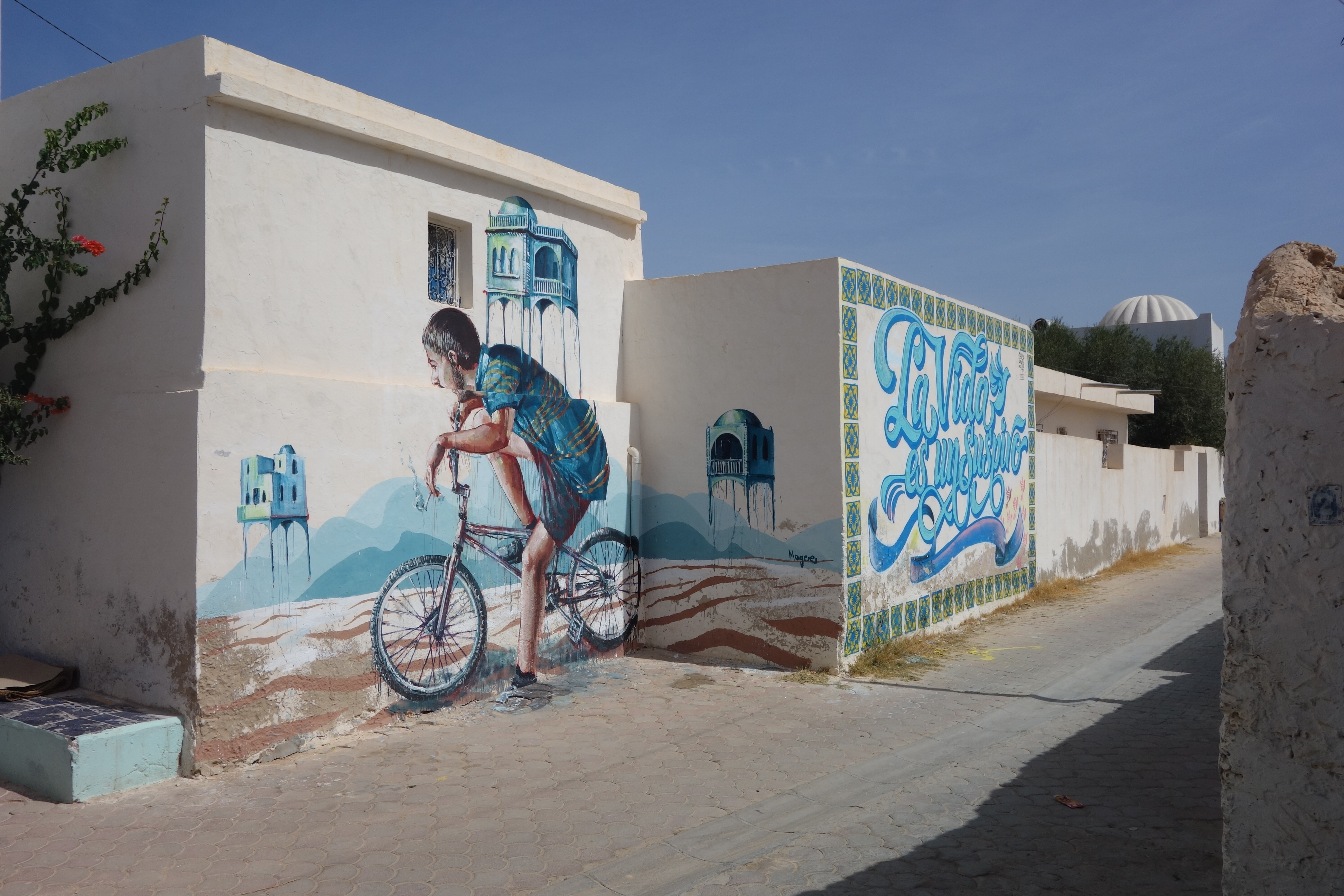
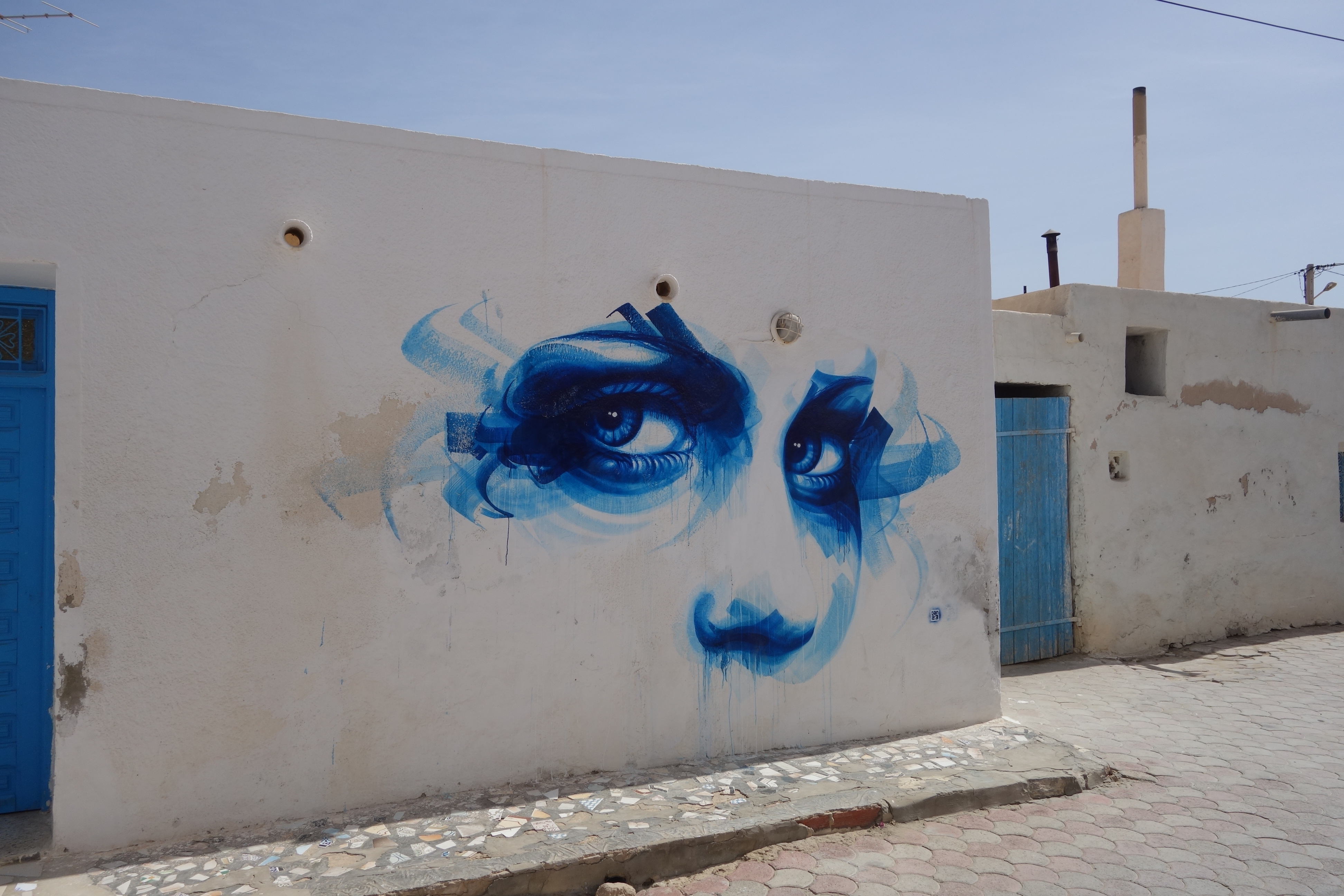
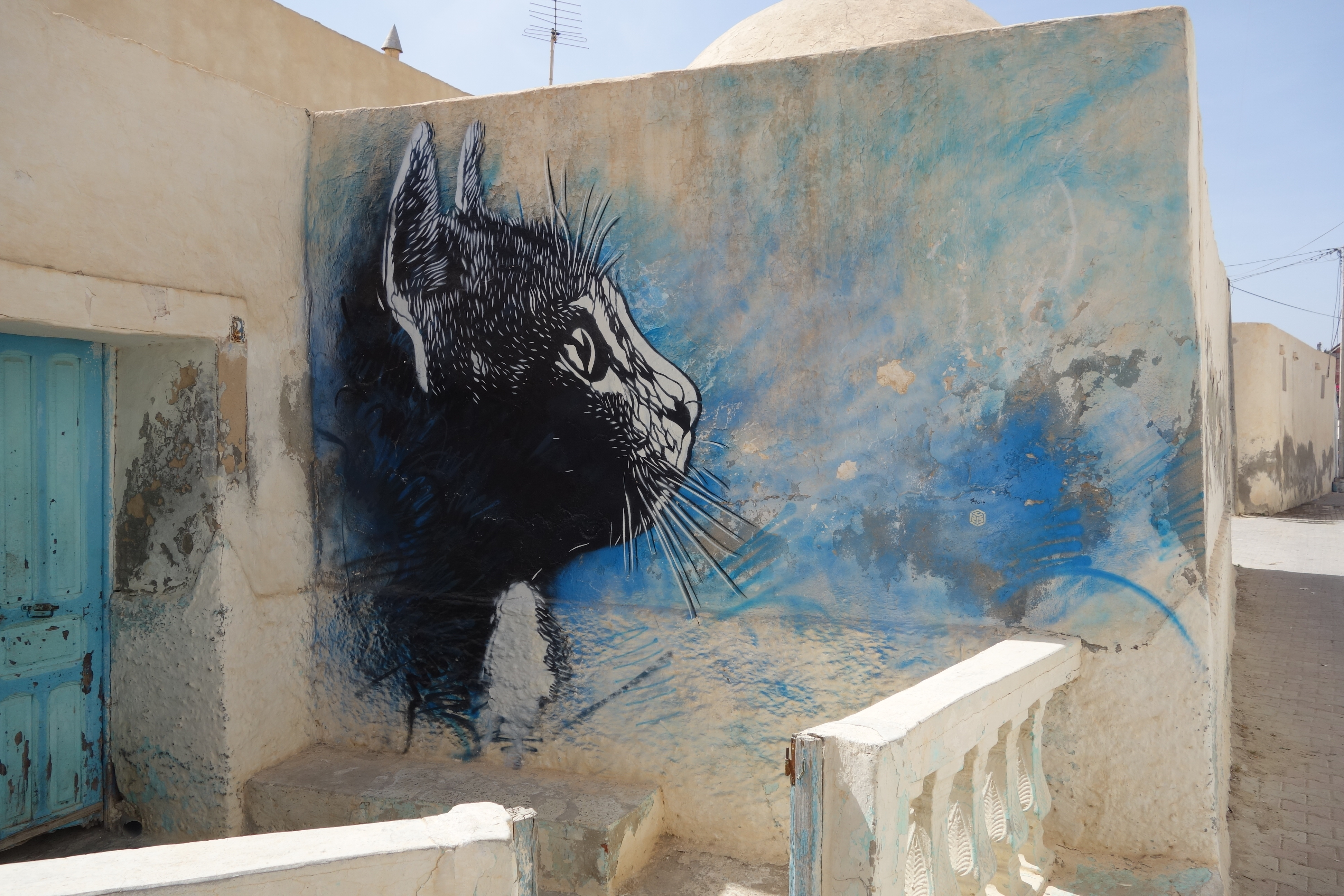
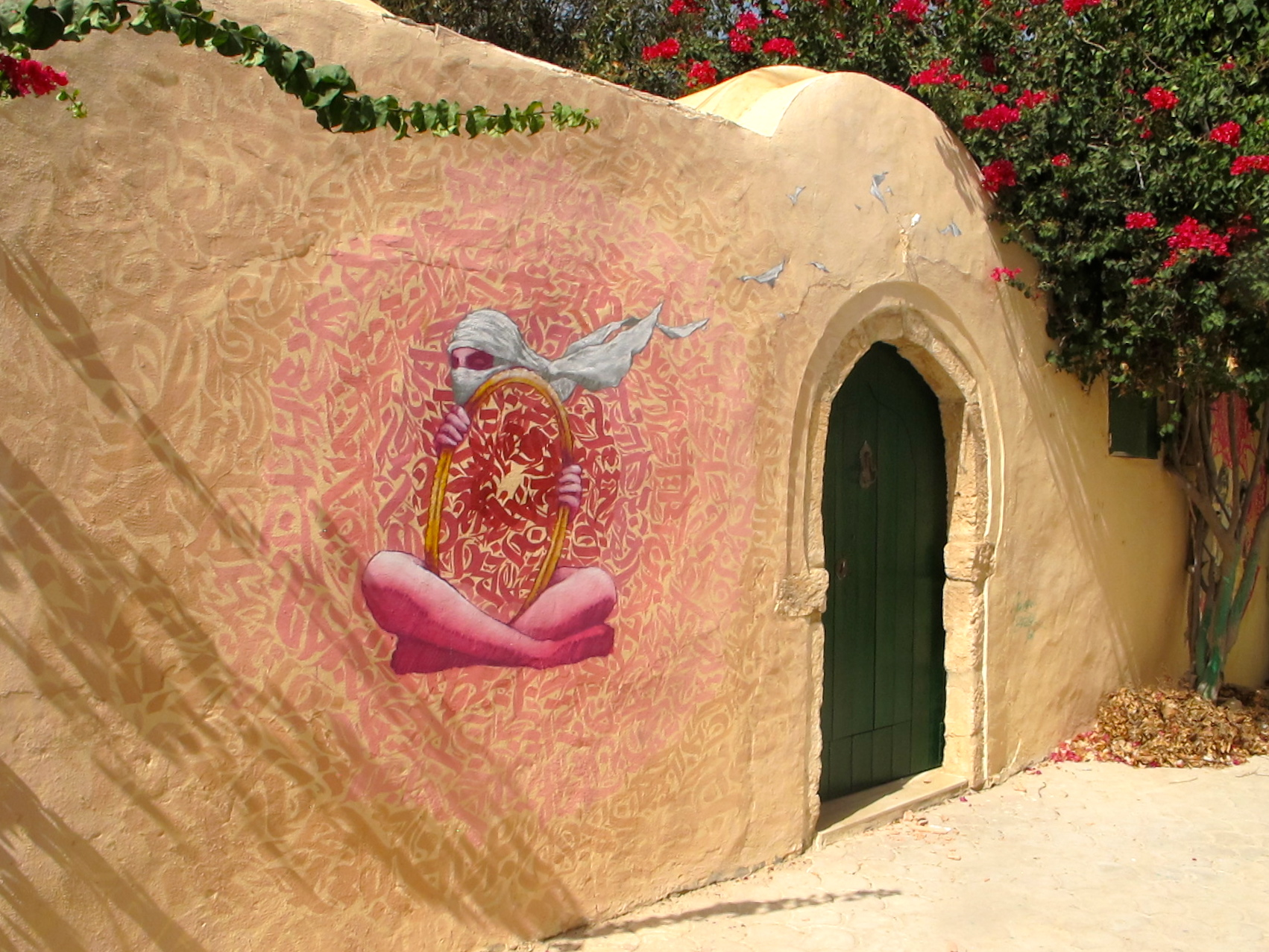
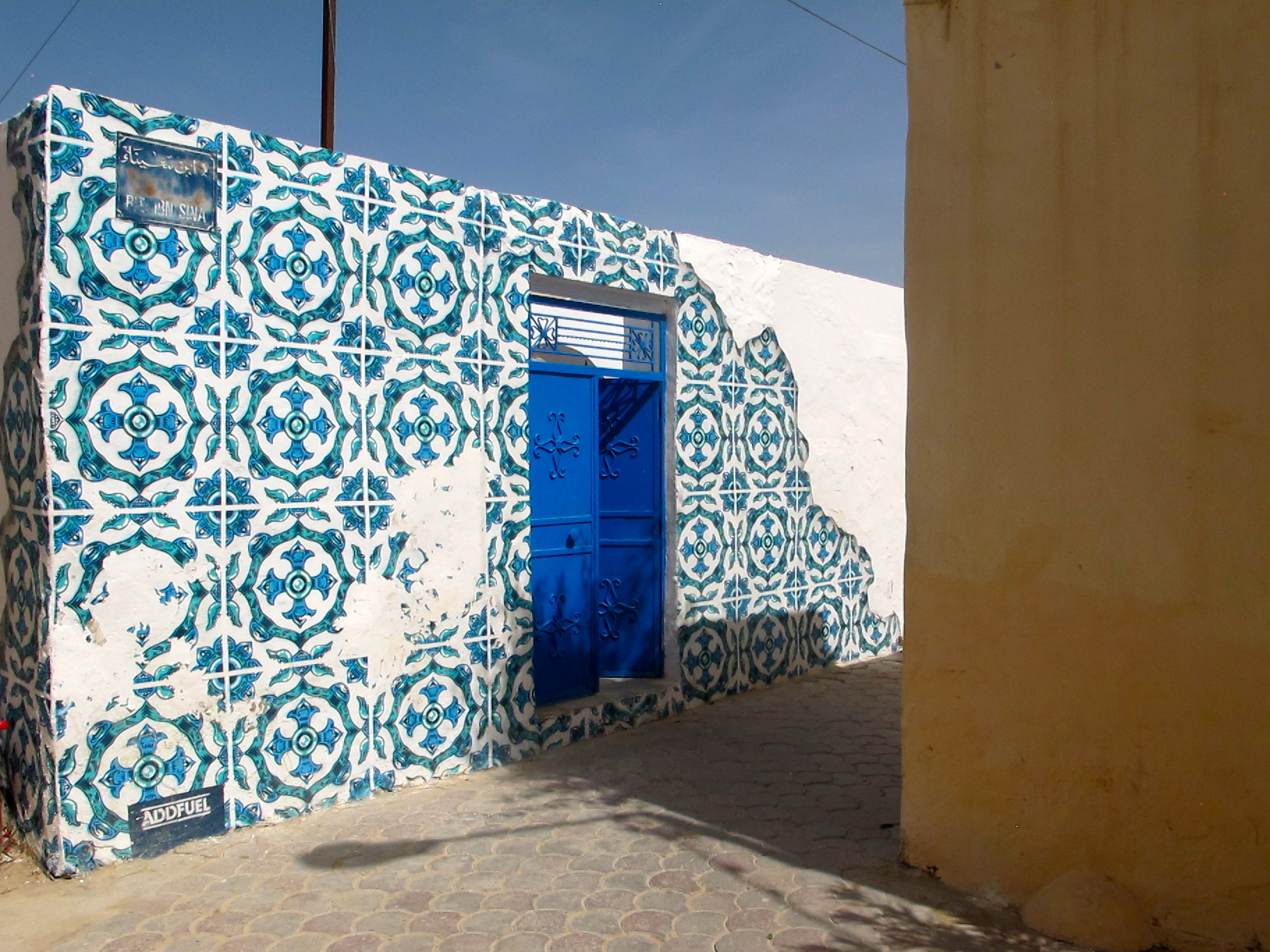
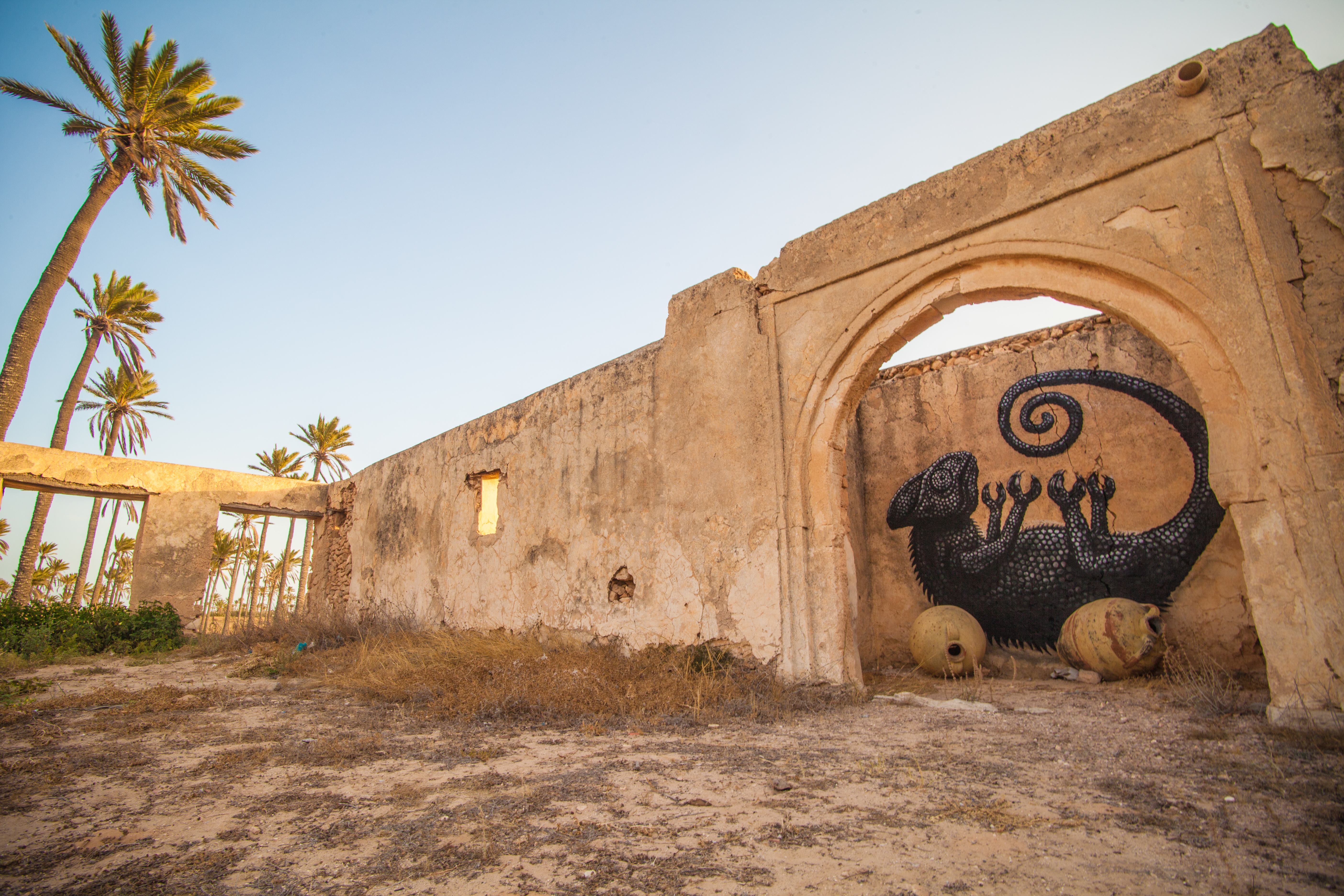
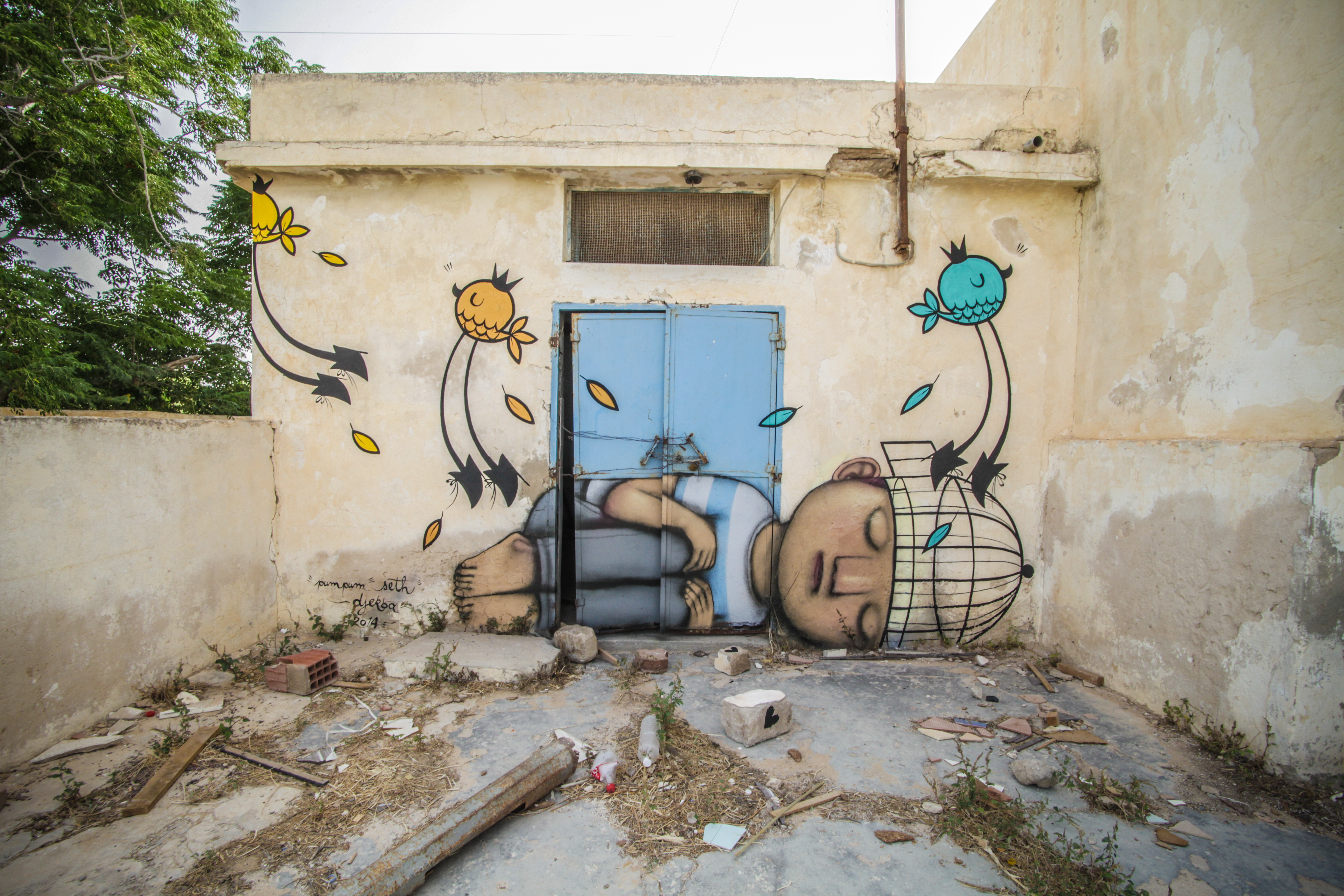